# Honra

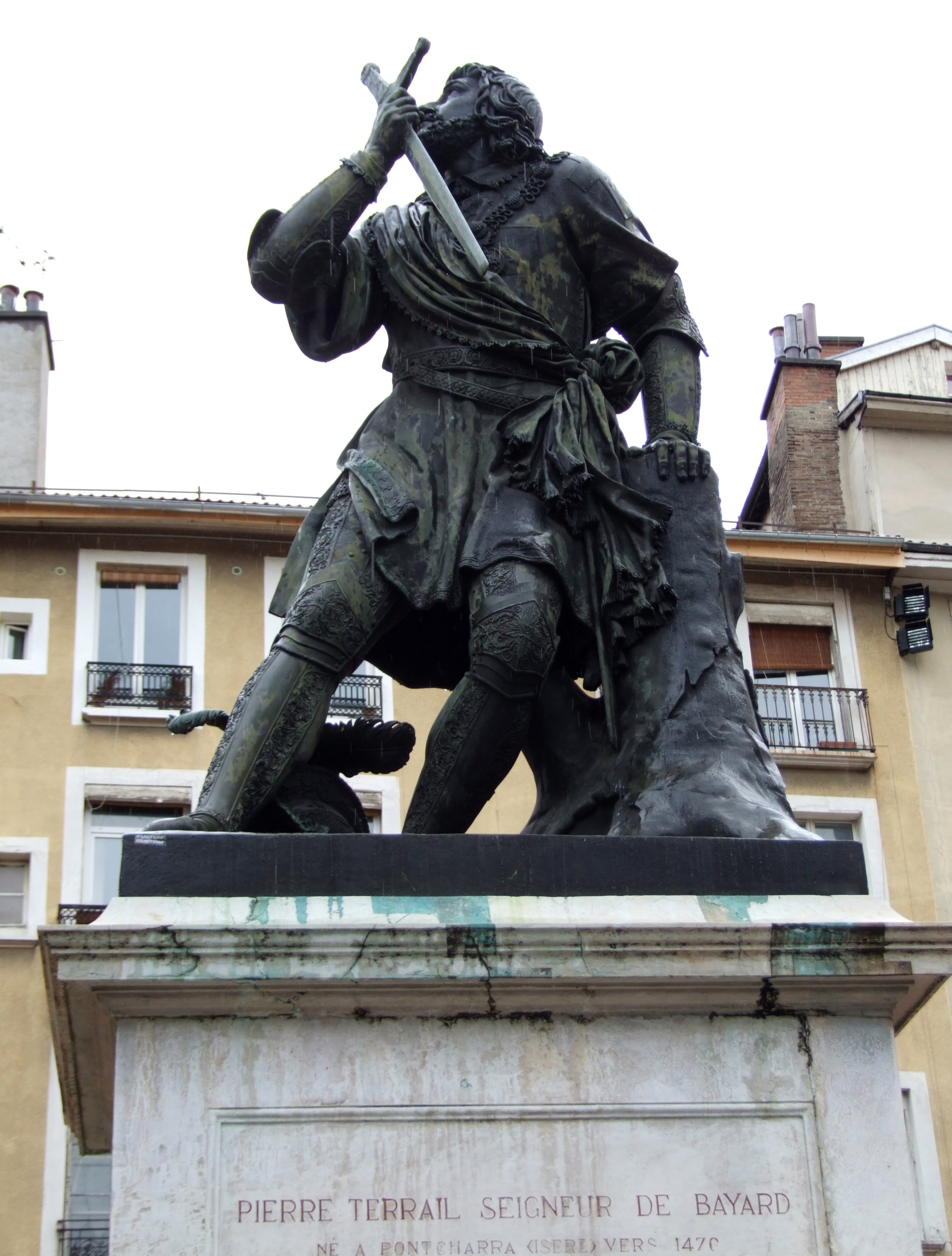
Estátua do Cavaleiro de Bayard, o "cavaleiro destemido e irrepreensível", em Grenoble. Bayard era um símbolo da honra cavaleira européia.

Honra, honor ou honradez é um conceito que procede da avaliação do procedimento de uma pessoa e estado social baseado nas adoções daquele indivíduo e ações. A honra é o sentimento de dignidade e boa reputação.  O oposto de honra é a desonra (ou opróbrio). 

## Definições
Honrado é julgamento que determina o caráter de uma pessoa exatamente: se ou não a pessoa reflete honestidade, respeito, integridade ou justiça.
O conceito de honra pode ser visto como nativista - a verdadeira honra seria inerente à condição humana - e igualmente deriva dos laços pessoais formativos que estabelecem a dignidade pessoal e caráter.
Dr. Samuel Johnson, em A Dictionary of the English Language (1755), definia honra como tendo vários sentidos, o primeiro de que eram “nobreza de alma, magnanimidade, e um desprezo a maldade”. Esse tipo de honra decorre da percepção da conduta virtuosa e integridade pessoal da pessoa dotada com ele. Por outro lado, Johnson também definiu em relação a honra a "reputação" e "fama", aos "privilégios de classificação ou nascimento", e como "respeito" do tipo da que "coloca um indivíduo socialmente e determina o seu direito de precedência. "Esse tipo de honra não é tanto uma função de excelência moral ou ético, pois é uma consequência do poder. No que diz respeito às mulheres, honra pode ser sinônimo de "castidade" ou "virgindade" ou, no caso de uma mulher casada, "fidelidade". Por último, no Direito de Família, ressalta-se na lei (art. 6o. da CF 1988) e na jurisprudência a relevância implícita ou explícita de preservar a honra materna para o desenvolvimento integral da infância*
"Essa linha argumentativa, que afronta a honra da figura materna, configura verdadeira represália ao livre exercício da sexualidade da mulher. Não há como ser aceita. O juiz, ao fixar os pontos controvertidos sobre que incidirá a prova (CPC 451), simplesmente não deve admitir qualquer referência à vida sexual da mãe do investigante. Inclusive, essa linha de argumentação já gerou responsabilidade indenizatória por dano moral". (Berenice Dias, Manual de Direito das Famílias, Revista dos Tribunais, p. 422).

## Títulos honoríficos
Ao termo honra pode estar associado a atribuição de títulos honoríficos, que são títulos que pretendem demonstrar a distinção de honra reconhecida a determinadas pessoas de uma condição social mais elevada como honraria. É o caso dos membros da realeza, a quem lhes é atribuído e reconhecido o título honorífico de Sua Alteza Real/Suas Altezas Reais, e o caso dos membros da nobreza, a quem lhes é atribuído e reconhecido o título honorífico de Sua Excelência/Suas Excelências.

## Honra, forma de propriedade senhorial
Em Portugal, desde a Idade Média até 1834, as honras eram formas de propriedade senhorial, que correspondiam a uma circunscrição administrativa. A sua origem está estreitamente ligada à chamada Reconquista, durante a qual a nobreza guerreira do norte e centro de Portugal conseguiu impor a sua influência política e territorial de forma independente das concessões régias. Na Idade Moderna, as honras passaram a ficar submetidas ao regime geral dos senhorios (Lei Mental), tendo assim os donatários que reconhecer a autoridade real. Os senhorios, incluindo as honras, foram extintos em 1834. 

## Honra, sexo, e violência
Tradicionalmente, na sociedade ocidental, honra era como um grande princípio orientador. A honra de um homem, aquela de sua mulher, de sua família de sangue ou de sua amada, formou uma questão importante: o "homem de honra" arquetípico permanecia sempre alerta para qualquer insulto, real ou suspeito: para qualquer caso, ele deveria defender a sua honra.
O conceito de honra parece ter diminuído em importância no mundo Ocidental moderno. Estereótipos populares o teriam feito sobreviver mais definitivamente em culturas em que as tradições têm maior importância (por exemplo: italianos, persas, turcos, árabes, ibéricos, etc). Sociedades agrárias feudais, ou outras que focam no uso e na propriedade de terras, podem cuidar de "honra" mais que as sociedades industriais contemporâneas. Uma ênfase na importância da honra existe em tais instituições, como os militares (oficiais podem dirigir um tribunal de honra) e em organizações com ambiente militar, como as organizações de Escotismo.
"Honra" no caso feminino está frequentemente relacionado, nas sociedades primitivas, à sexualidade: preservação da "honra" equivalendo principalmente à manutenção da virgindade de mulheres solteiras e à monogamia. Pode-se especular que o feminismo tem mudado algo do uso linguístico, a este respeito. Os conceitos de honra variam amplamente entre culturas; em algumas culturas, os assassinatos pela honra de membros (na sua maioria do sexo feminino) da própria família da pessoa são considerados justificados se os indivíduos sujaram a "honra da família", casando-se contra o desejo da família, ou até mesmo se foram vítimas de estupro. Esses assassinatos por honra são geralmente vistos no Ocidente como uma forma de homens controlarem a sexualidade feminina.
No Estado de Direito brasileiro, a liberdade sexual feminina é garantida expressamente pelo divórcio previsto no Código Civil, para o qual foram desenvolvidas diversas formas de facilitar a conclusão desse processo. Uma vez iniciado, o processo de divórcio em litígio é decretado se as partes ficarem em silêncio. Assim, quem concorda com o divórcio sequer precisa se manifestar (Berenice Dias, Manual de Direito das Famílias, Revista dos Tribunais, p. 674-675). A honra materna é também preservada por lei e jurisprudência, não sendo permitido que, uma vez concluído processo de separação e divórcio, a parte masculina insatisfeita afronte a figura materna, sob pena de gerar responsabilidade indenizatória por dano moral. Berenice Dias, Manual de Direito das Famílias, Revista dos Tribunais, p. 422).

## Culturas de honra e culturas de lei
Pode-se contrastar culturas de honra com culturas de direito. Em uma cultura de direito há um corpo de leis que devem ser obedecidas por todos, com penas para transgressores. Isso requer uma sociedade com as estruturas necessárias para promulgar e aplicar leis. Uma cultura de lei incorpora um contrato social não-escrito: os membros da sociedade concordam em abrir mão de alguns aspectos de sua liberdade para se defender e retaliar danos, no entendimento de que transgressores serão apreendidos e punidos pela sociedade. Do ponto de vista da antropologia, culturas de honra tipicamente aparecem entre os povos nômades e pastores que levam as suas propriedades mais valiosas junto com eles e correm o risco de tê-las roubadas, sem ter qualquer recurso à execução de lei ou de um governo. Nesta situação, inspirar o medo é uma estratégia melhor do que promover a amizade; e cultivar uma reputação através de vinganças rápidas e desproporcionais aumenta a segurança de uma pessoa e sua propriedade. Pensadores, de Montesquieu até Steven Pinker, já comentaram sobre a mentalidade necessária para uma cultura de honra.
Culturas de honra, por conseguinte, figuram entre os pastores beduínos, escoceses e ingleses em suas fronteiras, e muitos povos semelhantes, que têm pouca fidelidade a um governo nacional; entre vaqueiros, povos fronteiriços, e rancheiros do Oeste Americano onde a aplicação oficial da lei muitas vezes permanecia fora do alcance, como é célebre em filmes de faroeste; e entre aristocratas que desfrutam privilégios hereditários que os puseram além do alcance de códigos de lei. Culturas de honra também florescem no mundo dos criminosos e gangue cujos sócios levam quantias grandes de dinheiro vivo e contrabando e não podem reclamar à lei se forem roubados.
Uma vez uma cultura de honra existe, é difícil seus membros fazerem a transição para uma cultura de lei; isto requer que as pessoas desistam de retaliar imediatamente, e do ponto de vista da cultura de honra, isto tende a parecer ser um ato insensato que reflete fraqueza. A este respeito é possível afirmar que no Brasil a aprovação da Lei Maria da Penha (Lei 11.340 de 7 de agosto de 2006), aumentou a gravidade e criou dispositivos legais para penalizar crimes cometidos contra mulheres sob alegações de honra que venham a contraditar ou reputar danos à dignidade e integridade física da mulher.

## Honra e credibilidade
Nas relações internacionais contemporâneas, o conceito de "credibilidade" assemelha-se ao da honra, como quando a credibilidade de um estado ou de uma aliança parece estar em jogo, e políticos vinculados em honra pedem medidas drásticas.
O conceito grego antigo de honra (timē) incluia não apenas a exaltação dos que recebem uma honra, mas também a superar uma vergonha pelo ato de arrogância.
Quanto à Ásia Oriental, existem algumas palavras mais a dizer. Em primeiro lugar, em terras como o Japão, a honra sempre foi visto como um quase-dever (pelo Samurai, mas também pelo cidadão comum). Quando você perdeu a sua honra ou a situação fez-lhe perder, havia apenas uma maneira de salvar a sua dignidade: a morte. Seppuku (vulgarmente chamado de "harakiri", fincar uma espada no abdômen) foi a mais ilustre morte em tal situação. A única forma de um Samurai a morrer mais honradamente era ser morto em uma batalha com uma espada. Hoje, as pessoas do Japão, e Tahiti, preferem manter a sua dignidade e não querem que sua honra seja perdida. Já há outros que continuam a manter-se fiel aos antigos valores Orientais, mesmo em um mundo ocidental.